# Hypochrysops polycletus
Hypochrysops polycletus is een vlinder uit de familie Lycaenidae. De wetenschappelijke naam werd gepubliceerd in 1764 door Carl Linnaeus.